# Daltonia semitorta
Daltonia semitorta är en bladmossart som beskrevs av Mitten 1859. Daltonia semitorta ingår i släktet Daltonia och familjen Daltoniaceae. Inga underarter finns listade i Catalogue of Life.